# Everardo Gout
Everardo Valerio Gout és un guionista, director i productor de cinema mexicà, germà de Leonardo Gout. Va debutar el 1997 amb el curtmetratge El banquete, i el 2011 va assolir notorietat amb el seu debut en el llargmetratge Días de gracia, amb la que va guanyar el premi Ariel a la millor opera prima en la LIV edició dels Premis Ariel. Després va dirigir alguns episodis d'algunes sèries estatunidenques com Banshee (2016) i Luke Cage, Aquí en la Tierra, i Mars. El 2020 va dirigir el primer episodi de la sèrie Snowpiercer.

## Filmografia
- 1997: El banquete
- 1999: Calabazitaz Tiernaz
- 2011: Días de gracia
- 2016: Mars
- 2016: Banshee
- 2018: Luke Cage
- 2020: Snowpiercer

## Premis
- 2012: Premi Ariel a la millor opera prima per Días de gracia
- 2012: Premi al millor director en la XVIII Mostra de Cinema Llatinoamericà de Catalunya[4]